# Nicolaas van Staphorst

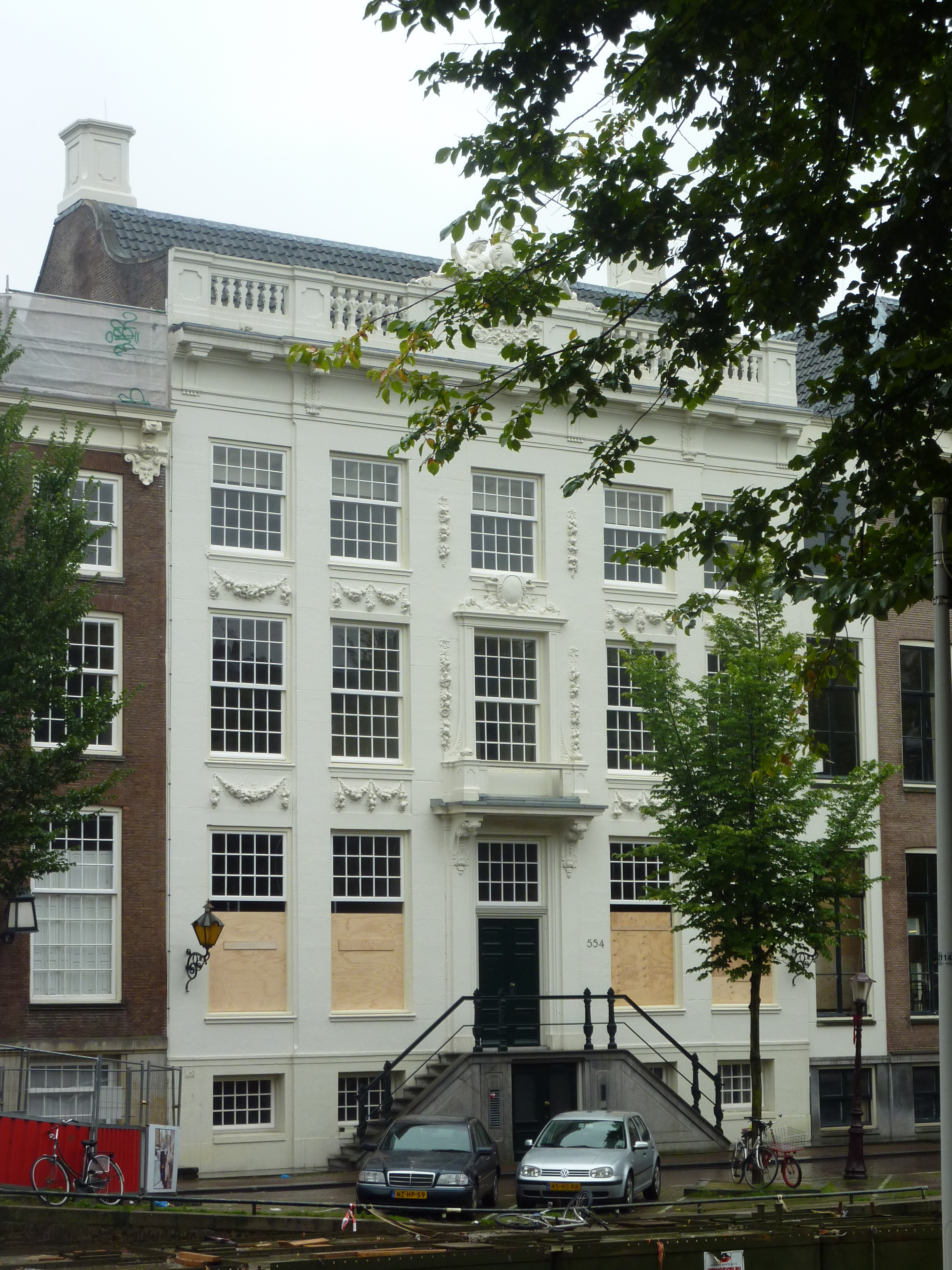
Demeure de Nicolaas van Staphorst, sur le canal Herengracht à Amsterdam.

Nicolaas van Staphorst, né le 14 janvier 1742 à Amsterdam et mort dans cette ville le 14 juin 1801, est un banquier et homme politique néerlandais. Il joue un rôle important dans la Révolution batave.

## Biographie
Van Staphorst est un puissant marchand d'Amsterdam. En 1782, il fonde le groupe d'investissement Staphorst en Co, dans lequel figurent les banquiers Jan et Willem Willink et les patriotes Joan Derk van der Capellen tot den Pol et Wijbo Fijnje. Né des discussions entre Van Staphorst, Van der Capellen et John Adams, alors ambassadeur des États-Unis dans les Provinces-Unies, ce groupe prête de 1782 à 1794 près de 30 millions de florins aux États-Unis. En 1789, il crée avec douze investisseurs parmi lesquels Willem Willink et Rutger Jan Schimmelpenninck, la Holland Land Company qui acquiert environ 13 000 km2 dans le nord l'État de New York, près des lacs Ontario et Érié. 
À la différence de nombreux patriotes, Nicolaas van Staphorst reste à Amsterdam après l'échec de la première révolution batave et la restauration orangiste en septembre 1787. Il est l'un des fondateurs, avec les patriotes amstellodamois comme Rutger Jan Schimmelpenninck ou Alexander Gogel, le club politique Doctrina et Amicitia. Il entretient une correspondance soutenue avec son frère Jacob et Johan Valckenaer, patriotes réfugiés dans la région de Saint-Omer dans le nord de la France. Il y exprime son souhait pour l'adoption d'une nouvelle constitution pour la République des Provinces-Unies, proche de la constitution américaine, où les provinces abandonnerait leur souveraineté au profit d'une véritable fédération et où le peuple aurait plus d'influence dans les élections des régents.
Le 17 octobre 1794, alors que les troupes françaises de Pichegru approchent des Provinces-Unies, des caches d'armes sont découvertes chez Van Staphorst et Alexander Gogel. Les deux hommes parviennent à s'échapper et se réfugier à Hambourg. Ils sont condamnés au bannissement par contumace. Ils reviennent à Amsterdam dès le 19 janvier 1795, après que les patriotes bataves se sont révoltés dans toutes les villes néerlandaises à l'approche de Pichegru et devant la déroute des troupes orangistes. Van Staphorst est alors désigné à l'assemblée provisoire d'Amsterdam ainsi qu'à celle de Hollande. Le 23 février, il est nommé au comité des Finances de la Hollande puis à celui des Affaires étrangères. Le 3 mai, il est envoyé comme représentant aux États généraux.
Le 27 janvier 1796, il est élu député à la première Assemblée nationale batave par le septième district d'Amsterdam. Il n'y joue cependant aucun rôle important car il tombe malade et se retire de la vie politique.